# Trompetkroesmos
Trompetkroesmos (Ulota crispa) is een soort uit het geslacht kroesmos (Ulota).

## Determinatie
Het vormt ronde, geelgroene kussentjes tot 2 centimeter groot. De ovale basis lijn-lancetvormige, geleidelijk puntige, ongeveer 3 mm lange bladeren zijn sterk gekruld als ze droog zijn, min of meer uitsteken als ze nat zijn. Aan de randen van de bladvoet bevinden zich meerdere rijen rechthoekige, waterwitte cellen. De laminacellen in het bovenste deel van het blad zijn papillose, rond-ovaal en meestal 9 tot 12 µm groot. Sporofyten zijn ongeveer 3 tot 5,5 millimeter lang (zonder deksel), de sporenkapsel is glad en ovaal als ze jong en vochtig zijn, later diep gegroefd, slank, wijd open en versmald onder de mond. Het mos is eenhuizig en draagt regelmatig vruchten. De rijpingstijd van de sporen is in de lente en de zomer.
Rijpe kapsels zijn microscopisch eenduidig te determineren aan de hand van het peristoom. 
- Trompetkroesmos heeft een stevig, smal driehoekig, hyaliene endostoom, met aan de binnenzijde een (vrijwel) glad oppervlak. De acht paar exostoomtanden zijn regelmatig teruggekromd. De cellen aan de buitenzijde van de exostoomtanden hebben een hol (concaaf), fijn-papilleus oppervlak.
- Knotskroesmos heeft een fragiel, lijnvormig, ondoorzichtig endostoom, met aan de binnenzijde een verticaal gestreept of papilleus oppervlak. De 16 exostoomtanden staan vaak los van elkaar en zijn onregelmatig teruggekromd. De buitenzijde van de cellen van de exostoomtanden zijn bol (convex) en netvormig gestreept.

## Ecologie
Als epifyt groeit het bij voorkeur op de schors van loofbomen, zeldzamer op naaldbomen, zoals in vochtige bossen zoals in beekdalen, bovenloop of heidevelden, maar ook in lichtrijke bosranden. Veel voorkomende begeleidende mossen zijn Orthotrichum-soorten, Ulota bruchii, Frullania dilatata, Radula complanata of Hypnum cupressiforme. Deze voorheen wijdverbreide soort is gevoelig voor luchtverontreiniging en is in sommige gebieden ernstig gedecimeerd.

## Verspreiding
Trompetkroesmos komt veel voor op het noordelijk halfrond. Naast Europa komt het voor in delen van Azië, op de Atlantische eilanden, in Noord-Amerika, in Noord-Afrika. Een waarneming is bekend uit Tasmanië.
In Nederland komt het algemeen voor. Het staat niet op de rode lijst en is niet bedreigd.

## Fotogalerij

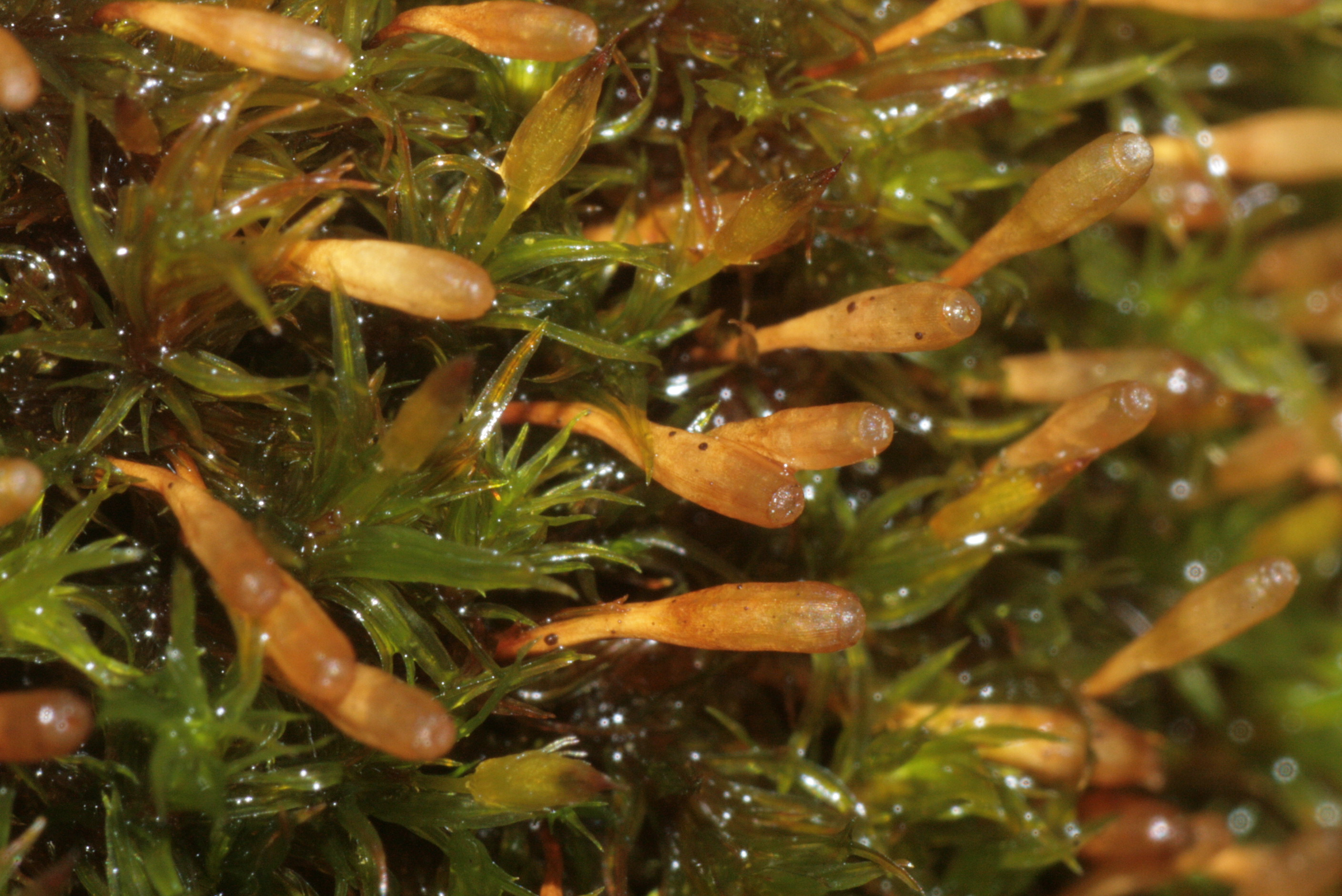
Vochtige sporenkapsels
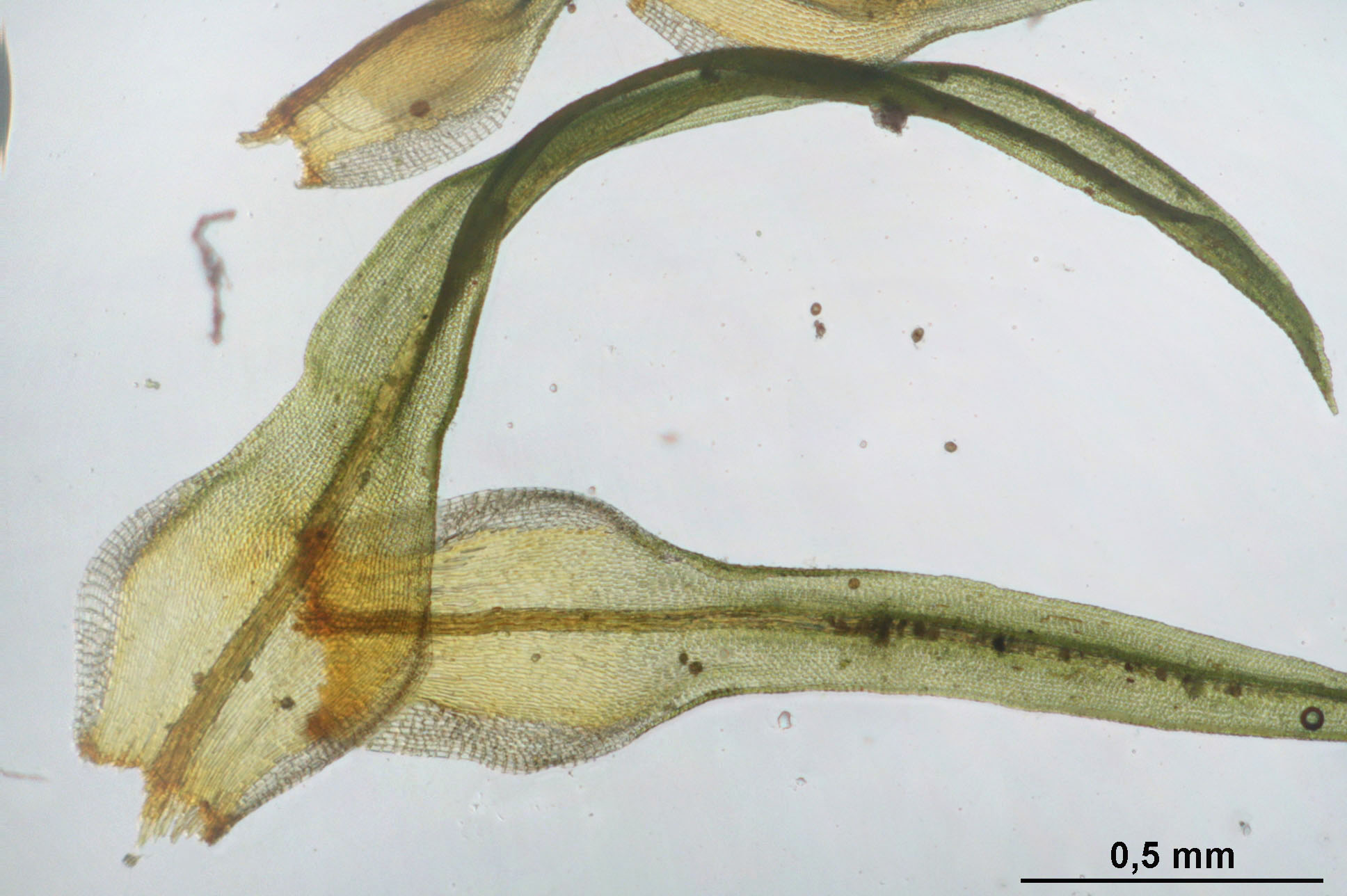
Blad
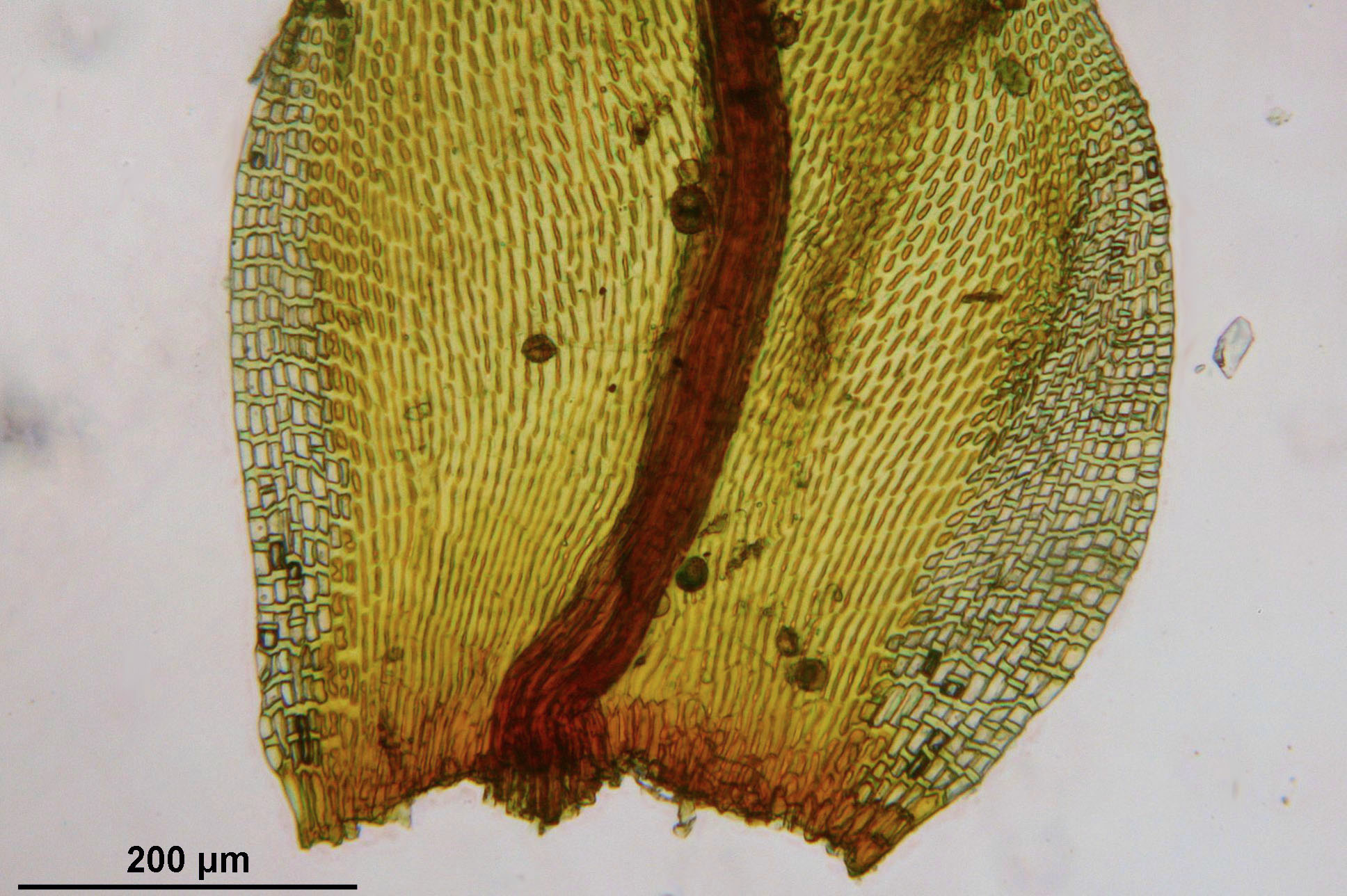
Bladvoet
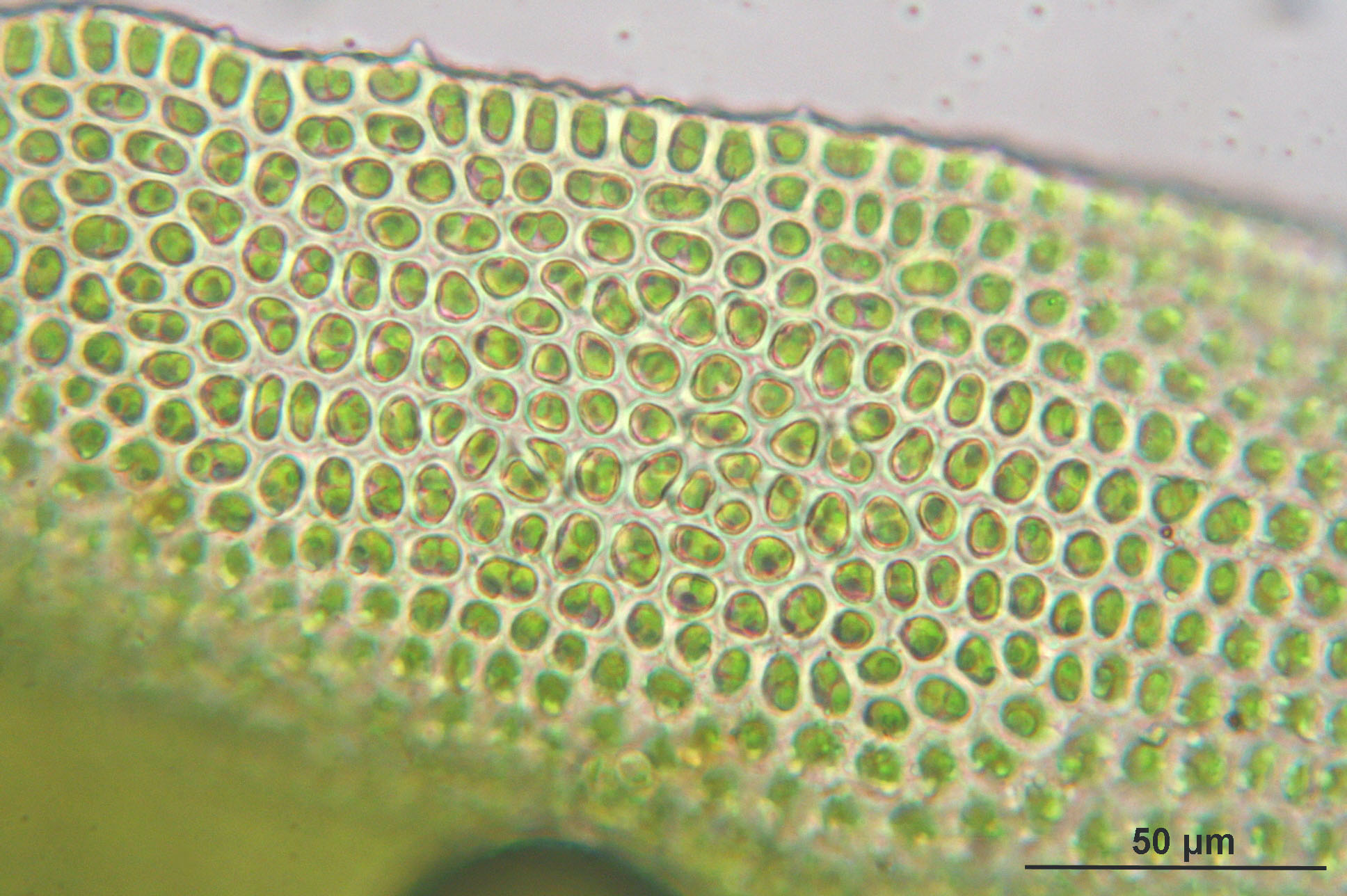
Bladcellen midden
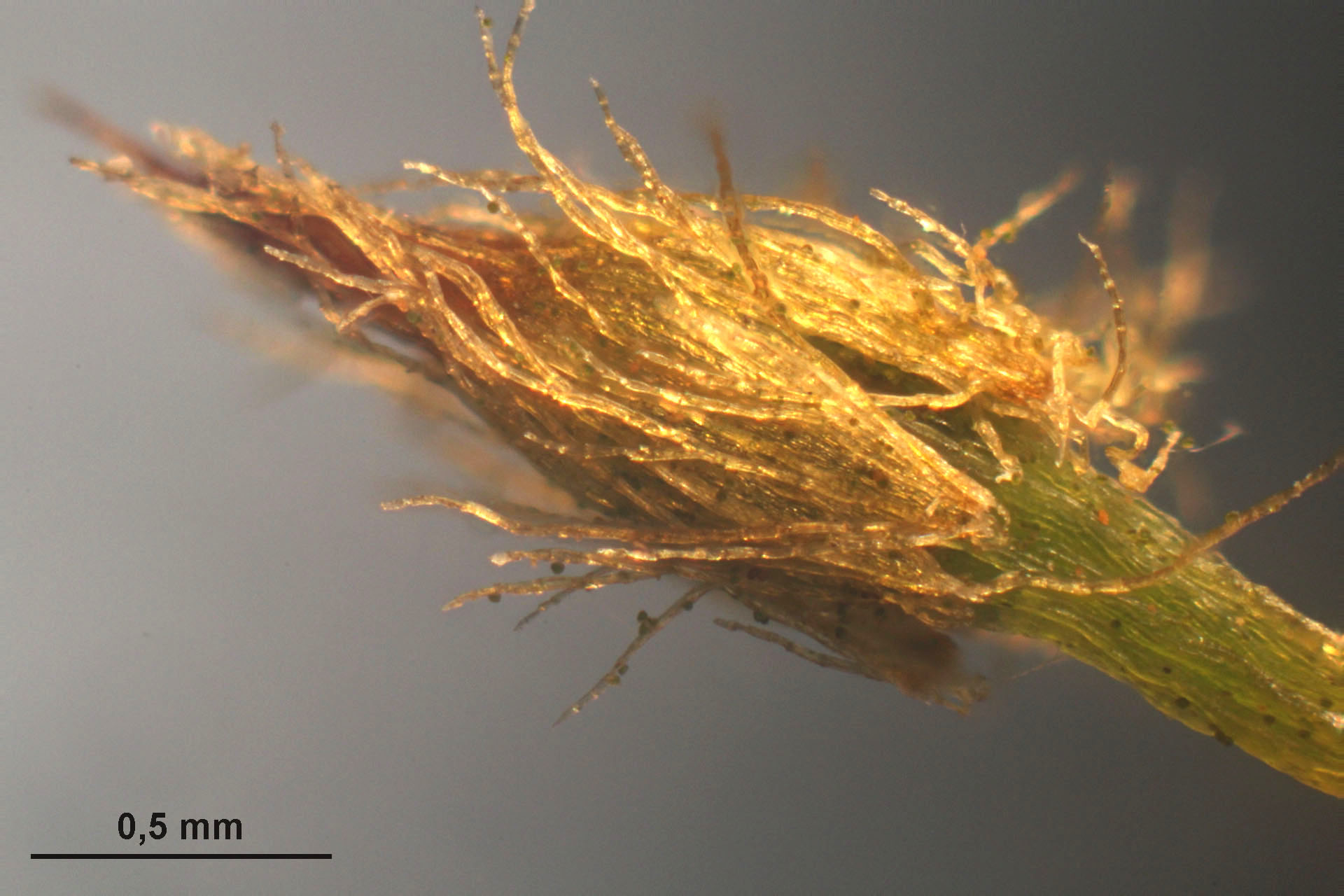
Sporenkapsel met calyptra
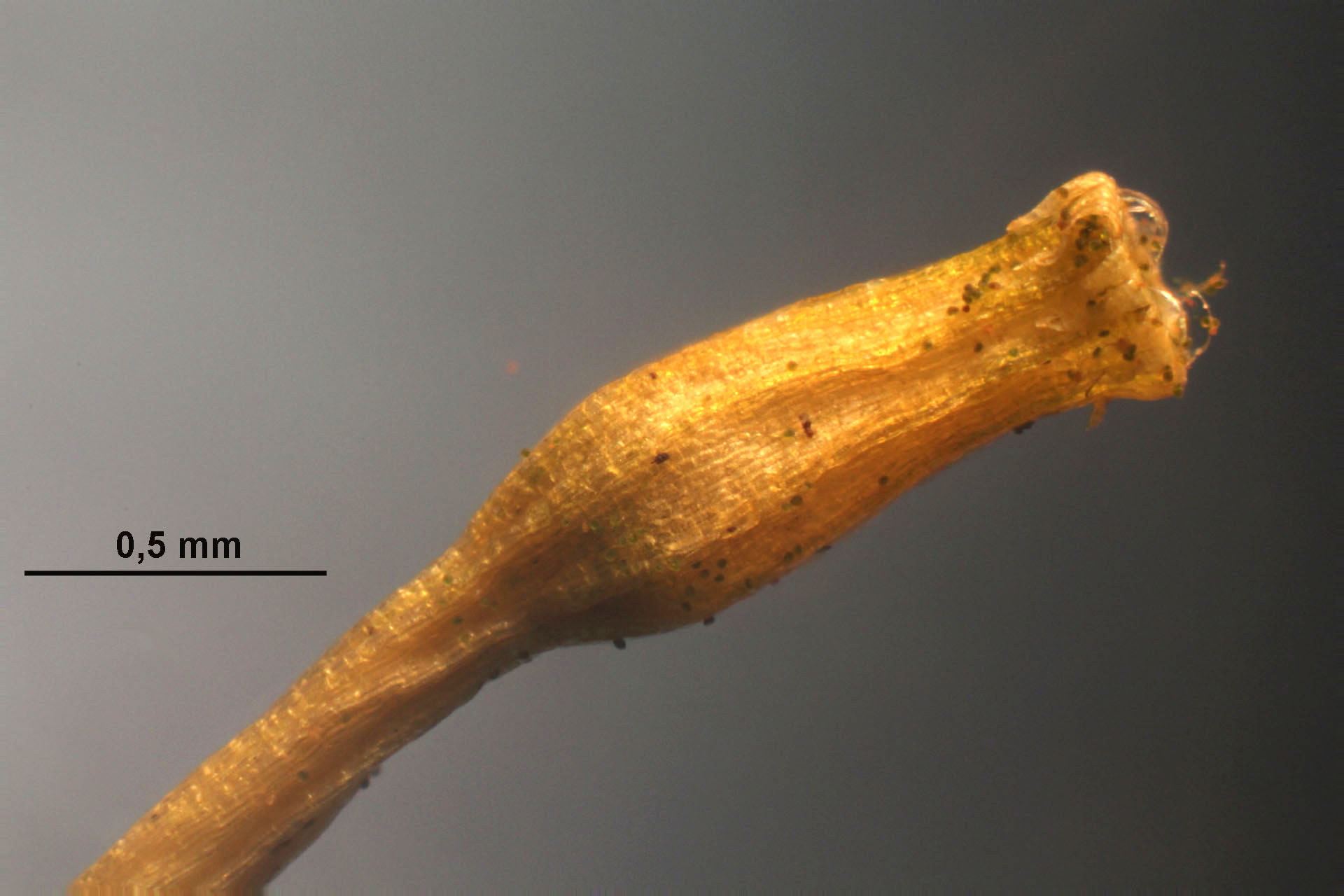
Sporenkapsel leeg
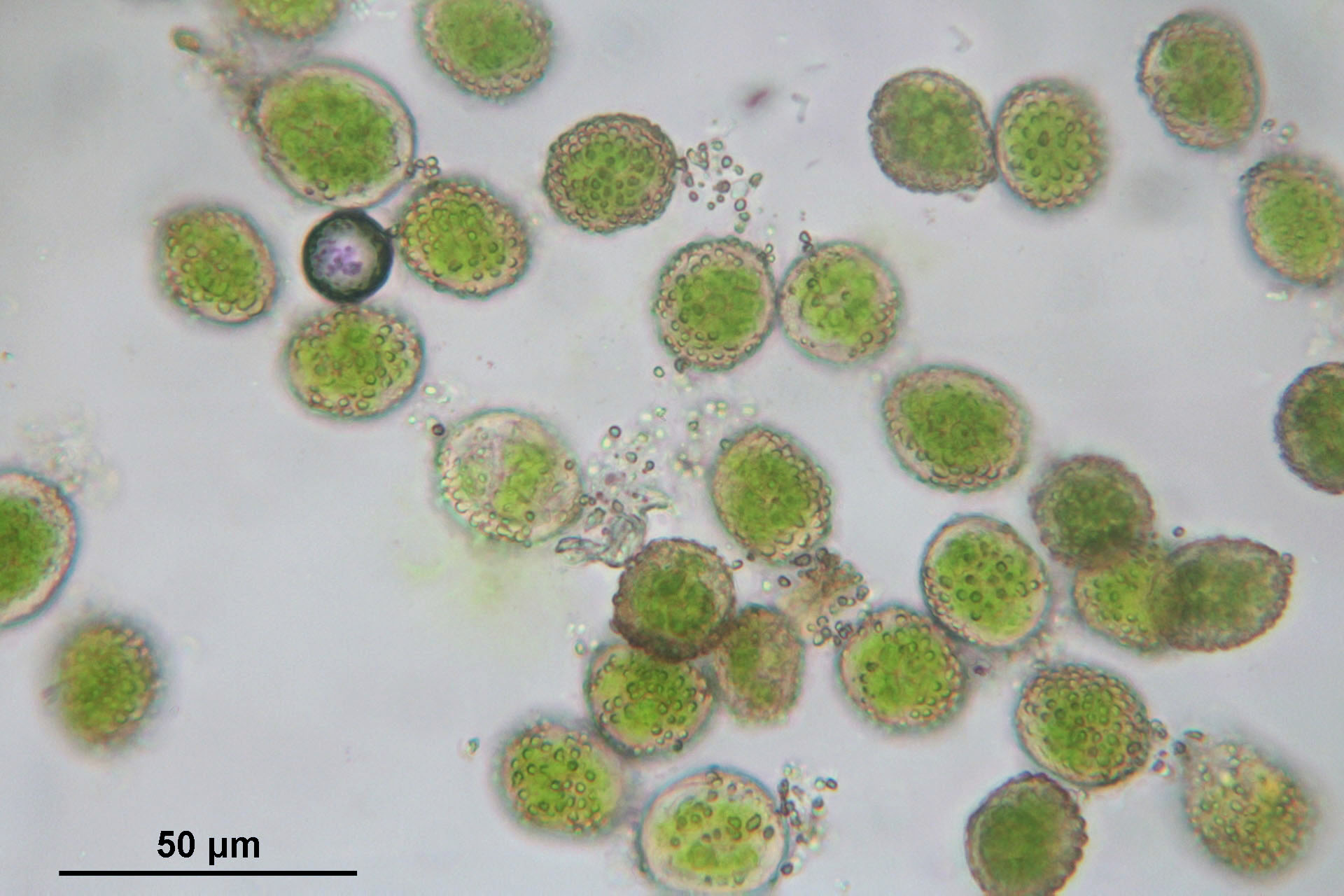
Sporen